# Schlacht bei Höchst
Pilsen – Vražda – Sablat – Weißer Berg – Mingolsheim – Wimpfen – Höchst – Fleurus – Stadtlohn
In der Schlacht bei Höchst trafen während des Dreißigjährigen Kriegs am 20. Juni 1622 Truppen der ehemaligen Protestantischen Union (zu diesem Zeitpunkt schon aufgelöst) und der Katholischen Liga aufeinander. Das protestantische Heer unter Christian von Braunschweig-Wolfenbüttel erlitt dabei eine schwere Niederlage gegen das von Tilly und Córdoba geführte Liga-Heer.

## Vorgeschichte
Tilly hatte im April 1622 die Schlacht bei Mingolsheim gegen Mansfeld und Georg Friedrich von Baden-Durlach verloren. Er zog sich mit seinem geschwächten Heer in Richtung Würzburg zurück, dadurch blieb die Pfalz ohne genügenden Schutz durch die Truppen der katholischen Liga.
Christian von Braunschweig wollte diese Situation zu einem entscheidenden Schlag gegen die Liga nutzen. Er rückte mit 12.000 Mann Fußtruppen, fast 5000 Reitern und drei Geschützen von den westfälischen Bistümern durch das Wesertal und durch Hessen in Richtung Main vor, um diese mit den Truppen Mansfelds und Baden-Durlachs bei Darmstadt zu vereinigen.

## Die Schlacht

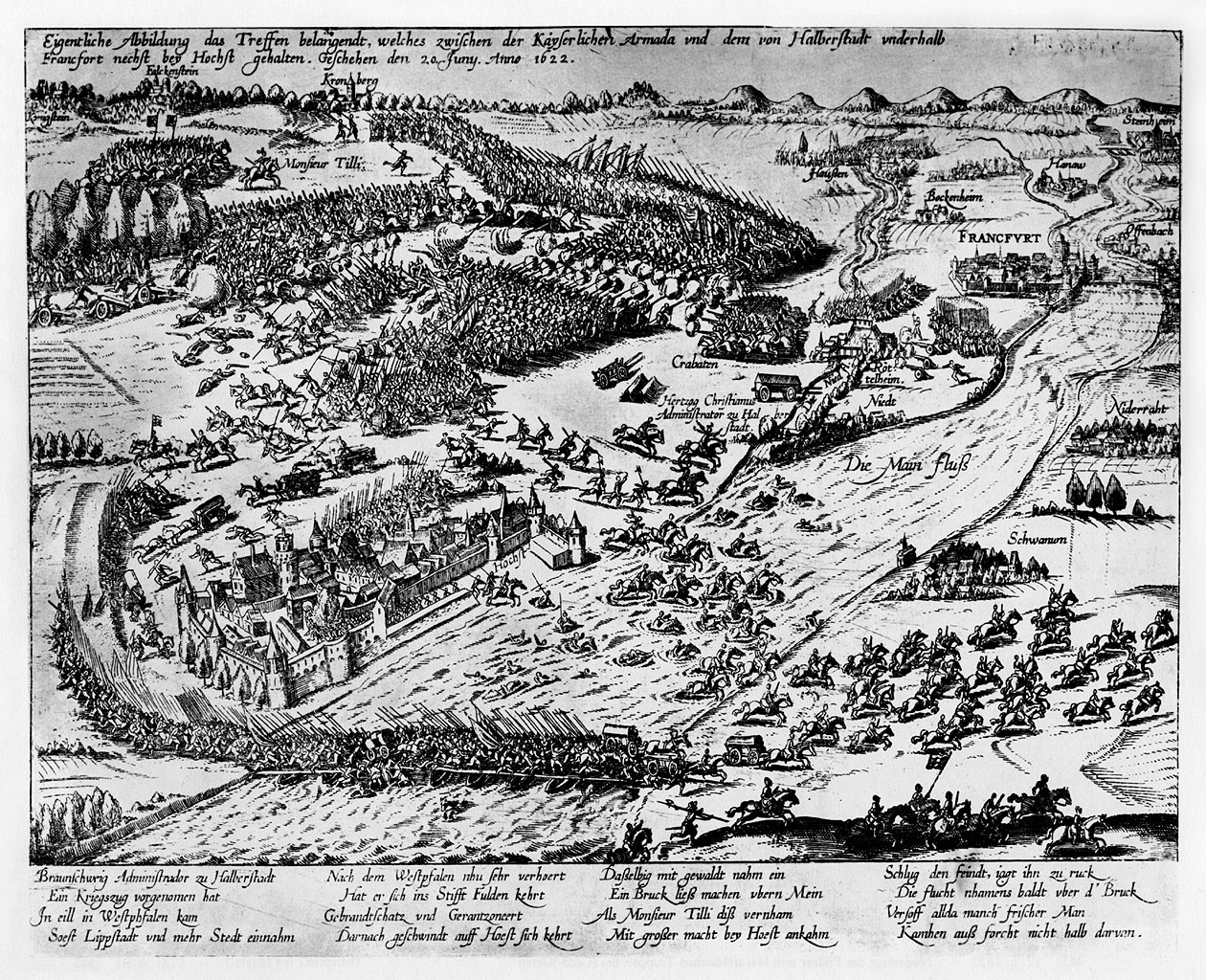
Zeitgenössische Darstellung, unbekannter Künstler

Am 15. Juni erreichte der „tolle Christian“ mit seinem Heer bei Oberursel kurmainzisches Gebiet. Er schickte eine Vorausabteilung von 1500 Mann unter Oberst von Knyphausen in Richtung Höchst, um die Stadt anzugreifen und im Handstreich zu nehmen. Damit sollte der ungehinderte Brückenschlag über den Main gesichert werden. Doch die kurmainzische Garnison und die Höchster Bürgerwehr verteidigten die Stadt erfolgreich. Knyphausen ließ daraufhin die Stadt belagern und am 16. Juni zur Übergabe auffordern. Die Höchster lehnten ab, und nachdem Knyphausen Verstärkung bekommen hatte, setzte er zum Sturm auf Höchst an. Die Verteidiger und viele Bürger flohen vor der Übermacht und die Braunschweiger nahmen die Stadt ein; die verbliebenen Einwohner waren Plünderungen und Gewalttaten ausgesetzt.
Die Braunschweiger begannen am 18. Juni mit dem Bau einer Schiffbrücke über den Main, einen Teil des Materials dafür kauften sie im neutralen Frankfurt am Main. Unterdessen rückte Christian mit seiner Hauptstreitmacht in Richtung Höchst und zerstörte dabei die Dörfer Eschborn und Sulzbach sowie die Stadt Oberursel. Gleichzeitig näherten sich die Truppen Tillys in Eilmärschen aus Aschaffenburg.
Am 20. Juni war die Schiffbrücke fertig. Die braunschweigischen Truppen formierten sich bei Sossenheim zur Schlacht mit dem inzwischen eingetroffenen Heer unter Führung Tillys und Córdobas, das 20.000 Mann Fußtruppen und 6000 Reiter umfasste. Die mit 18 Kanonen artilleristisch weit überlegenen kaiserlichen Truppen drängten die Braunschweiger in Richtung Main. Christian gab daraufhin an seine Truppen den Befehl zum Rückzug über die Schiffbrücke auf die südliche Mainseite; der Rückzug geriet unter dem Beschuss der Kaiserlichen zur panischen Flucht. Eine Chronik berichtet, dass Christian mehr Soldaten durch Ertrinken im Main verlor als in der Schlacht selbst.
Die Flüchtigen haben ihre retirade auff die Brucken genommen und sind deren etliche hundert, darunter vornehme Befehlshaber ertruncken. Irrer vil haben durch den Meyn gesetzt und sind am selbigen Abend in großer Flucht und Unordnung jenseit Frankfurt ankommen. (nach Lit. Schäfer, Höchst am Main, S. 76)
Historisch nicht nachweisbar ist, wie in einem anderen zeitgenössischen Flugblatt berichtet, die Ermordung aus Höchst abziehender braunschweigischer Soldaten, obwohl ihnen freies Geleit zugesichert (Quartir versprochen) worden war:
Man vermeint, daß auff der Braunschweigischen Seiten in allem bey 2000, der Keys. aber über 100 todt geblieben sind. Und ob wohl man denen im Schloß zu Höchst gelegenen 400 Soldatzen Quartir versprochen / vndt mit weißen Stäblein accordirt / sind solche doch nidergehawet worden, weiln sie zuvor großen Muthwillen verübt. (nach Lit. Schäfer, Höchst am Main, S. 77)
Der gesamte Tross und sämtliche Geschütze von Christians Heer fielen an Tilly. Christian selbst konnte mit 3.000 Reitern, 8.000 Mann Fußtruppen sowie seiner Kriegskasse entkommen und sich zu Mansfeld durchkämpfen. Eine neue Auswertung der Quellen zeigt jedoch, dass die Menge des geretteten Geldes nicht ausreichte, seine Truppen mehr als ein paar Tage zu bezahlen.

## Darstellungen der Schlacht

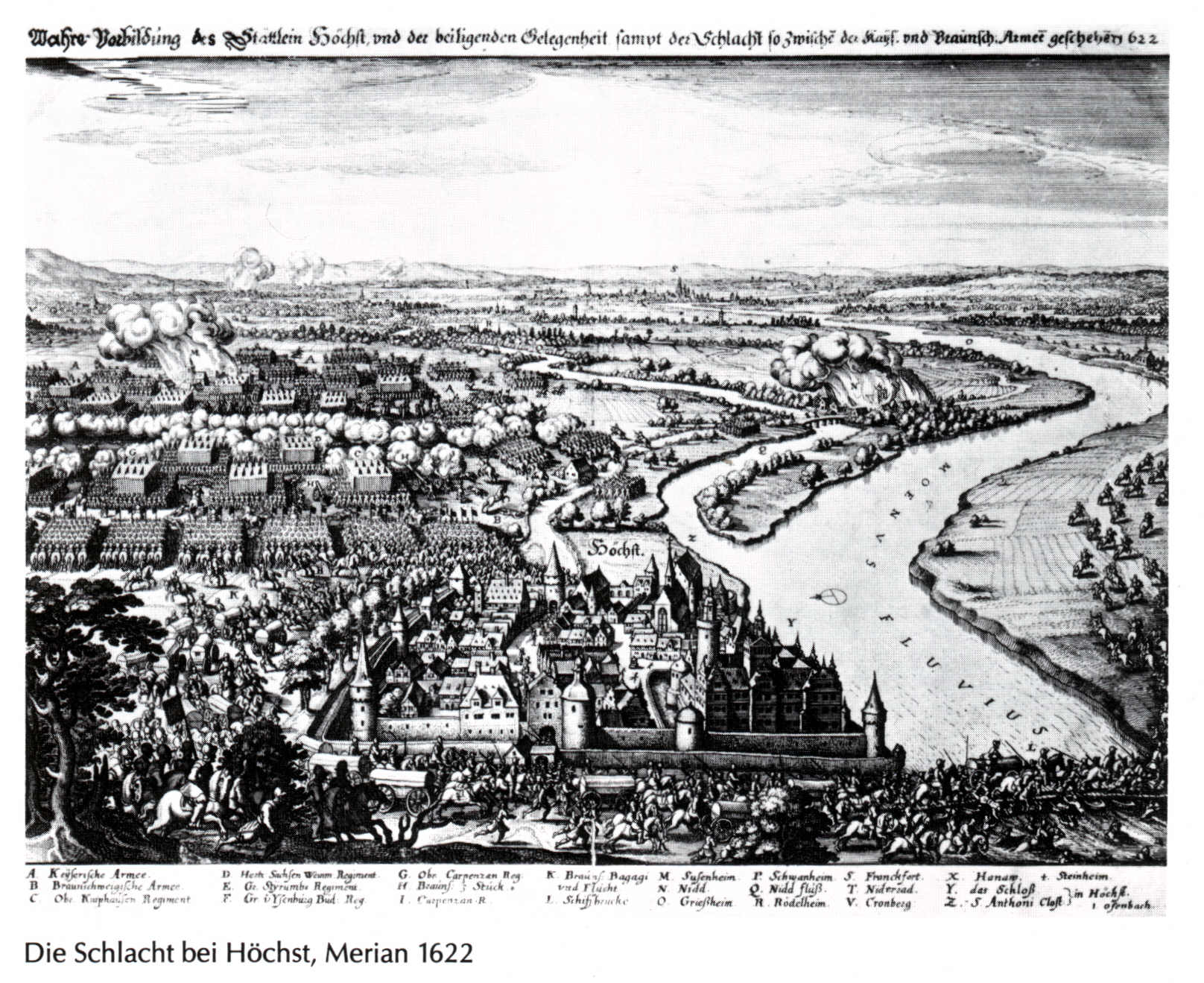
Die Schlacht bei Höchst auf einer Darstellung Merians

Neben einigen zeitgenössischen Flugblättern und Chroniken, die über die Schlacht bei Höchst berichten, hat Merian das Schlachtgeschehen und den Übergang der Braunschweiger über den Main in einem Kupferstich festgehalten. Ein weiterer zeitgenössischer Kupferstich eines unbekannten Künstlers zeigt das Schlachtgeschehen in einem großen Geländepanorama.  Jedoch war keiner der genannten Künstler Augenzeuge des Geschehens.